# Леонард Марконі
Леона́рд Марко́ні (італ. Leonard Marconi; 6 жовтня 1835, Варшава — 1 квітня 1899, Львів) — львівський скульптор, педагог італійського походження. Майстер архітектурної пластики доби історизму. Тесть скульптора Антонія Попеля.

## Біографія
Леонард Марконі народився 6 жовтня 1835 у Варшаві. Походив із династії архітекторів, скульпторів і живописців вихідців із Мантуї. Батько — скульптор Ферранте Марконі приїхав до Варшави 1828 року на запрошення свого брата Генрика — відомого архітектора у Польщі того часу. Леонард був одним із сімох дітей Ферранте. Перші уроки скульптури отримав у майстерні батька. Потім навчався у Варшавській школі мистецтв (1856—1857) у Константина Гейдля і у Римській академії св. Луки (1859—1861) у Адамо Тадоліні. Навчаючись у Римі, здобув відзнаку найкращого учня, а також золоту і дві срібні медалі академії. Деякий час працював разом із батьком. Потім 12 років у майстерні спільно зі шваґром Анджеєм Прушинським (чоловіком сестри Аделаїди). Варшавська спадщина Марконі майже цілком загинула у Другій світовій війні. Остання масштабна споруда, оздоблена Марконі — палац Кронеберга, була знищена 1963 року для будівництва готелю «Вікторія». У варшавському періоді творчості відчутний сильний вплив італійського класицизму.
1873 року призначений на посаду «професора надзвичайного» на відділ скульптури та орнаментального рисунку Цісарсько-королівської технічної академії у Львові, від 1893 року — на посаді «професора звичайного». Остаточно оселився у Львові у січні 1874 року. У 1875—1876 роках Марконі намагався вдосконалити технологію своїх монументальних скульптур, створюючи власну суміш гідравлічного вапна та романцементу виробництва  невеликої фабрики у селі Велдіж (нинішнє село Шевченкове, Калуський район). Член Політехнічного товариства у Львові у 1877—1883 та 1899 роках. 1879 року в селі Берездівці на Львівщині заснував майстерню по виготовленню виробів із алебастру. 1885 року Марконі обраний почесним членом Папської академії образотворчих мистецтв у Римі. У 1892 році обіймав посаду декана архітектурного факультету. Брав участь у конкурсі на найкращий проєкт Художньо-промислового музею із власним проєктом. Однак для реалізації на конкурсі був обраний проєкт Юзефа Каетана Яновського, в якому Марконі був автором скульптурного оздоблення. У 1876—1878 роках відновлював оздоблення замкової каплиці у Бережанах на замовлення графа Станіслава Потоцького. У 1877 році виставляв свої роботи на Рільничо-промисловій виставці у Львові. 1880—1890 роки займається скульптурним оздобленням львівських кам'яниць. Основним матеріалом для його робіт була суміш цементу і гідравлічного вапна. На початку Львівського періоду своєї діяльності активно вивчав породи пісковиків і вапняків Східної Галичини. Результати його досліджень у грудні 1877 року були надруковані у львівському часописі «Dziennik Polski» у циклі статей «Спорудження будинку Сейму». Марконі мав особливу пристрасть до архітектури. Креслить цілі фасади і бере участь майже в усіх архітектурних конкурсах у Львові та інших містах Польщі. Попри те, часто співавторами його проєктів були архітектори. Під кінець львівського періоду творчості у стилістиці схиляється до необароко.
Від січня 1874 року мешкав на вулиці Зиґмунтовській, 10 (нинішня вулиця Гоголя). Спорудив власний будинок на вулиці Вишневецьких, 11 (нинішня вулиця Русових), де мешкав разом із родиною від грудня 1878 року. Мав п'ять доньок та двох синів. Його співробітником на кафедрі та зятем був Антоній Попель (чоловік доньки Марії Ципріани).
В останні роки життя Марконі натикався на усе більшу ворожість зі сторони мистецьких критиків та колег по цеху. Відомо про особливо велику неприязнь скульптора Тадея Баронча, котрий на шпальтах газети «Kurjer Lwowski» роздмухував конфлікт довкола пам'ятника Янові Собеському. Затягувалася судова справа у суперечці з Юзефом Каєтаном Яновським щодо авторства проєкту Художньо-промислового музею. Тяжким ударом стала смерть Юліана Захаревича — «приятеля артистичного» як його називав Марконі. Ініціатива видобутку алебастру в Берездівцях виявилася неуспішною і скульптор потрапив у серйозні борги. Наприкінці 1899 року почала загострюватися давня проблема здоров'я Марконі — туберкульоз.
Помер уночі з 1 на 2 квітня 1899 року у власному будинку при нинішній вулиці Русових. Похований у Львові на Личаківському цвинтарі, поле № 57 неподалік Юліана Захаревича. По смерті Марконі, очолювану ним кафедру було розформовано. Підприємство з видобутку алебастру в Берездівцях занепало. Судовий позов проти Юзефа Каетана Яновського було програно (від імені Марконі виступила його вдова).

## Майстерня
Ательє Леонарда Марконі у Львівській Політехніці стало чимось на зразок артистичної школи. У різний час на роботах були задіяні пізніше відомі діячі образотворчого мистецтва. Такими зокрема були: Міхал Адам Созанський, Гаврило Красуцький, Петро Війтович, Пйотр Гарасимович, І. Вдовіцький. Разом із Марконі у 1874 році з Варшави до Львова прибули декілька його друзів та асистентів. Зокрема, Міхал Корпаль, Кароль Клос, також можливо й Анджей Прушинський. Завдяки протекції зятя, Антона Попеля, на роботу було взято Теобальда Оркасевича.

## Творчість

### Варшава
- Скульптурне оздоблення палацу Кронеберга.
- Епітафія Фридерика Шопена у Базиліці Святого Хреста.

### Львів
- Неоренесансні рельєфи портику будівлі хімічних лабораторій (нинішній Інститут хімії та хімічних технологій) Львівської політехніки (1875—1876, архітектор Юліан Захаревич)[9][10].
- Скульптурна група «Інженерія, Архітектура, Механіка», що символізувала три основні на той час факультети, уміщена на аттику головного корпусу Львівської політехніки (1873—1877, архітектор Юліан Захаревич). Архівольти вікон другого ярусу портика також прикрашені символічними скульптурами. За проєктом Марконі виконано різьблений дерев'яний плафон інтер'єру бібліотеки[9].
- Погруддя Адама Міцкевича виготовлене з білого пісковику 1876 року та встановлене у 1880 році на фасаді будинку Зигмунта Ріхтмана, що на вул. Міцкевича (нинішня вулиця Листопадового чину), 14[3].
- Кам'яне погруддя Міцкевича (1898) на будинку № 20 по вул. святої Софії (нинішня вул. Івана Франка, 104).
- Моделі майбутніх дерев'яних скульптур для інтер'єрів бібліотеки та актового залу політехніки (1876—1877).
- Дві каріатиди при вході у Міське (Міщанське) казино у Львові на вулиці Академічній, 13 (нинішній проспект Шевченка; 1878, архітектор Філіп Покутинський)[3]. До нашого часу не збереглися.
- Скульптурне оздоблення фасаду будинку на вул. Чарнецького (нинішня вулиці Винниченка), 28 (1878, архітектор Міхал Фехтер))[3].
- Власна вілла на нинішній вул. Русових, 11 (1878, власний проєкт Леонарда Марконі)[11].
- Скульптурне оздоблення фасаду будинку на вул. Крашевського (нинішня вул. Соломії Крушельницької), 21 (1878)[12].
- Алебастрові колони у палаці Дідушицьких на вул. Курковій (нинішня вул. Лисенка), 15 (кінець 1878)[13].
- Алебастрове скульптурне оздоблення вестибюля та сходової клітки будинку Галицького намісництва на вул. Чарнецького (нинішня вулиці Винниченка), 18 (1878—1879, архітектори Фелікс Ксенжарський та Сильвестр Гавришкевич)[3].
- Модифікація скульптурою портику львівської ратуші (1880, розібрано 1928).
- Скульптурне оздоблення сходової клітки та стін головної зали засідань будинку Галицького сейму (нині головний корпус Львівського національного університету імені Івана Франка; 1878—1881)[14][15].
- Головний вівтар Костелу Святого Серця Ісусового і монастиря францисканок на вулиці Курковій (нинішня вулиця Лисенка), 43 (1879—1887; проєкт та моделі у співавторстві з Юліаном Захаревичем; виконано із мармуру і алебастру скульптурною майстернею Леопольда Шимзера)[16]. Вівтар мав форму євхаристичного трону з великим куполом-балдахіном на арках та п'ятьма мармуровими статуями ангелів[13]. В ранні радянські часи знищений[16].
- Скульптурне оздоблення фасадів будинків на вул. Крашевського (нинішня вул. Соломії Крушельницької), 15, 17 (1882—1883, співавтори А. Загурський, Зигмунт Кендзерський), 23 (1884, співавтор Якуб Соломон Крох), 1, 7 (1884—1885)[12].
- Два пам'ятники на Личаківському цвинтарі — надгробок на могилі дівчинки на ім'я Дзюня (1881; поле № 12) та гробівець для Адама Гейделя (1887; спільно з архітектором Яном Шульцем)[6][17].
- Оздоблення фасаду будинку на вулиці Панській, 2 (нинішня вул. Івана Франка; спільно з Вінцентом Равським-молодшим, 1882—1883)[12].
- Постать Меркурія у польоті на будівлі Львівської дирекції залізниць на вулиці Третього Травня (нинішня вул. Січових Стрільців), 3 збудованої у 1885—1887 роках. Композиція в дечому повторює роботу скульптора Джованні да Болонья, в якій Меркурій знаходиться на голові Горгони. Марконі ж розмістив його на колесі Фортуни, що символізує залізницю. Біля постаті Меркурія уміщено хлопчиків-путті із атрибутами залізниці. В цій будівлі скульптор виступає співавтором фасаду разом із Вінсентом Равським-молодшим. Статуя перебувала в аварійному стані[18][17]. Для збереження статуї у 2010 році стартувала громадська ініціатива «Врятувати Меркурія», в листопаді 2012 року реставрацію завершено[19].
- Оздоблення фасадів будинків № 6, 10, 11, 12 на вулиці Браєрівській (нинішня вул. Лепкого; архітектор Еразм Герматнік, 1886—1887)[17].
- Оздоблення фасадів будинків № 4-6 на вулиці Пекарській (архітектор Еразм Герматнік, 1889—1890[17].
- Дві алегоричних статуї на порталі будинку № 8 на вулиці Ґротгера (нинішня вул. Смольського; 1890). Глиняні моделі цієї скульптурної групи були продані автором з метою отримання коштів на благочинність[17].
- Статуя Богоматері на фасаді вілли живописця Яна Стики на вулиці Міцкевича (нинішня вулиця Листопадового чину), 11 (нині — Художньо-меморіальний музей Олекси Новаківського; 1890, скульптура не збереглася). Іван Левинський на своїй фабриці розтиражував зменшену копію статуї у теракоті (опалена червона глина) та майоліці. Декілька екземплярів експонувалися на Галицькій крайовій виставці 1894 року[17].
- Пластичне оздоблення інтер'єру Преображенської церкви у Львові на вулиці Краківській, 21. створив стуковий фриз з дванадцятьма гербами міст Галичини під центральним куполом та дванадцять кам'яних статуй апостолів (1890—1896)[20].
- Трифігурна скульптурна група «Ощадність, промисловість та землеробство» на аттику будівлі Галицької ощадної каси у Львові (нинішній проспект Свободи, 15; 1891). Фасади будинку Марконі прикрасив вирізьбленими з теребовлянського каменю барельєфами з алегоріями наук, ремесел, мистецтв та портретом Юліана Захаревича, а вестибюль та сходову клітку — стюковими рельєфами (співавтор Петро-Віталіс Гарасимович) та фігурами грифонів виконаними у техніці інкрустованого алебастру[17].
- Поясне зображення Богоматері з Дитям у барельєфі (варіант зроблений Іваном Левинським за проєктом Марконі; 1891) на фасаді будинку на вул. Снопківській, 16 (архітектор Еразм Герматнік)[17].
- Оздоблення фасаду будинку № 8 на вулиці Подлевського (нинішня вул. Гребінки), 8 (архітектор Еразм Герматнік, 1892)[17].
- Кам'яна скульптурна група «Тріумф справедливості» на аттику Палацу юстиції на вул. Баторія (нинішня вул. Князя Романа, 1—3; 1892). 1897 року Марконі доповнив ансамбль цього будинку алегоричними статуями справедливості та законодавства, встановленими на аттику бічного фасаду (співавтор Антоній Попель; статуї не збереглися)[17]. Тепер тут міститься один з навчальних корпусів НУ «Львівська Політехніка». Кам'яна скульптурна група потребує реставрації.
- Статуя Богоматері розміщена у ніші на будинку Товариства купців та торговельної молоді на вул. Чарнецького (нинішня вул. Винниченка, 1; 1892)[17].
- П'єдестал погруддя Франца-Йосифа I у львівському палаці Справедливості на вул. Стефана Баторія (нинішня вул. Князя Романа; 1893)[13].
- Кам'яні атланти «Гранд-готелю» на вулиці Карла Людвіґа (нинішній проспект Свободи, 13; архітектор Еразм Герматнік, 1893)[21].
- Скульптурний декор будинку Вінцента Равського-молодшого на вул. Матейка, 8 (1893—1894)[22].
- Вісім цементних скульптур (алегорії річок Галичини), якими був оздоблений електричний фонтан з кольоровою підсвіткою на Галицькій крайовій виставці (1894; спільно з інженерами Ф. Кжижиком та Р. Гебелем)[23]. Спільно з Гебелем Марконі встановив на першій площі виставки ще й другий фонтан з цементною фігурною композицією, що зображала химеру та путті[24].
- Пам'ятник Александру Фредрові у Львові (нині знаходиться у Вроцлаві). У червні 1892 року Марконі здобув перемогу на конкурсі проєктів, після чого допрацьовував гіпсову модель ще протягом чотирьох років. У бронзі відлито у віденському підрозділі фірми Фрідріха Альфреда Круппа і 25 жовтня 1897 року урочисто відкрито на площі Академічній (нинішній проспект Шевченка). Пам'ятник активно критикували у пресі за нібито невідповідність створеного образу до реальної постаті великого польського драматурга та героя наполеонівських воєн. Скульптор Станіслав Левандовський також стверджував, що пам'ятник — плагіат його ескізу[25].
- Богородиця з немовлям Ісусом на фасаді вілли Давида Шварцвальда на вулиці святої Софії, 29 (1897; нинішня вулиця Івана Франка, 115)[26].
- Алегоричні статуї чотирьох континентів та барельєф «Св. Георгій» на фасаді готелю «Жорж» у Львові (1898). Скульптури виконані Антонієм Попелем за моделями Леонарда Марконі, відлиті з цементу та змонтовані у 1900 році вже після смерті Марконі[22].
- Ліпнина та погруддя Адама Міцкевича на фасаді будинку на вулиці святої Софії, 20 (1898; нинішня вулиця Івана Франка, 104)[26].
- Скульптурне оздоблення будинку Юзефа Солецького на вул. Зиблікевича, 8 (нинішня вул. Івана Франка, 28) (1898—1899). Зокрема велика статуя Адама Міцкевича та фігури хлопчиків. Скульптури ймовірно були завершені А. Попелем.
- Будівля Художньо-промислового музею імені Франца-Йосифа I на вулиці Гетьманській (нинішній проспект Свободи, 20; 1898—1904, співавтор проєкту Юзеф Каетан Яновський). Стилістично належить до віденського неоренесансу. Скульптурне оздоблення фасаду виконане Антонієм Попелем, Петром Війтовичем, Григорієм Кузневичем та Михайлом Паращуком (знищене 1952 року)[27].

### Інші населені пункти
- Надгробок поета Мавриція Гославського в Станиславові (співавтори Ян та Міхал Бембновичі; 1875)[26].
- Кінна статуя Тадеушу Костюшку (1893—1899). Роботу над монументом завершував Антоній Попель при асистуванні запрошеного з Флоренції Джованні Джованетті. Пам'ятник відлитий у бронзі та встановлений 1901 року у Кракові[28]. Копія пам'ятника встановлена у Детройті (США).
- Керівництво реставрацією замкової каплиці у Бережанах, реставрація надгробків Сенявських та виготовив новий алебастровий вівтар (1876—1878)[13].
- Алебастровий камін у палаці Потоцьких у селі Рай, Тернопільського району (1878)[13].
- Алебастрові неоготичні вівтарі та колона амвона в костелі у селі Заріччя поблизу міста Ярослав (нині Підкарпатського воєводства, Польща; у співавторстві з Юліаном Захаревичем, 1879—1880)[13].
- Вівтар парафіяльного костелу у місті Горлиці (нині Малопольського воєводства, Польща; 1893)[13].

### Роботи, що приписуються
- Скульптури палацу Лянцкоронських у Старому Роздолі (нині селище Розділ, Стрийського району). Авторство ймовірно Леонарда Марконі. Ймовірно перші роботи львівського періоду.
- Оздоблення будинку № 10 на вулиці Зиґмунтовській (нинішня вулиця Гоголя). На такі припущення наштовхує зокрема і той факт, що скульптор мешкав деякий час у цьому будинку.
- Статуя «Меркурій» на ризаліті другої будівлі дирекції львівської залізниці на сучасній вулиці Огієнка (1897)[18].
- Оздоблення філії Австро-угорського банку на вулиці Третього Травня, 9 (вул. Січових Стрільців).

Галерея робіт Леонарда Марконі
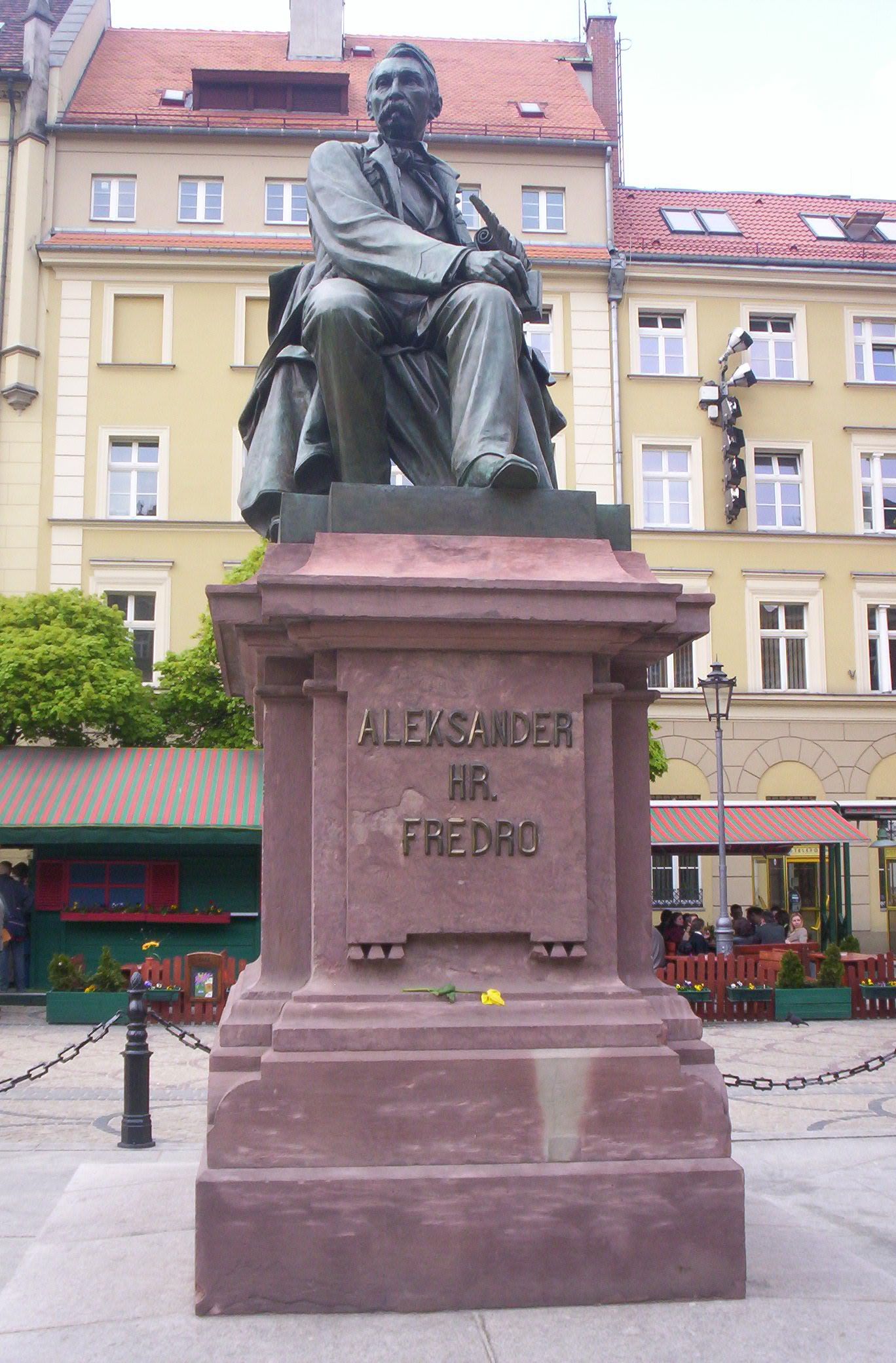
Пам'ятник Александрові Фредру у Вроцлаві (перенесений зі Львова)
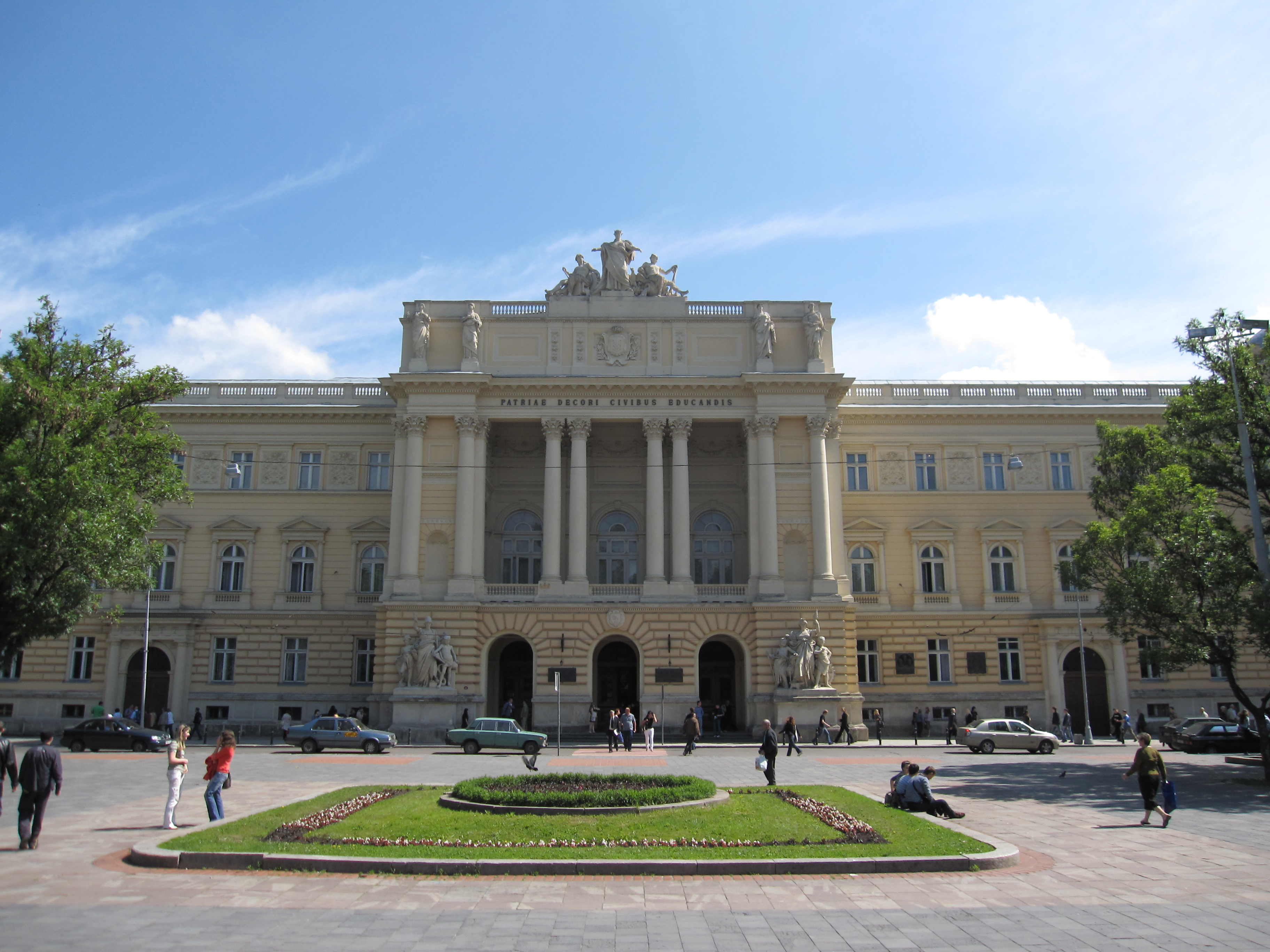
Фасад Галицького Сейму у Львові
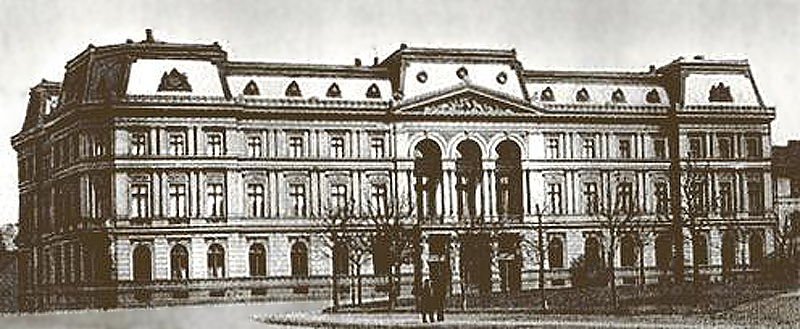
Палац Кроненберга у Варшаві
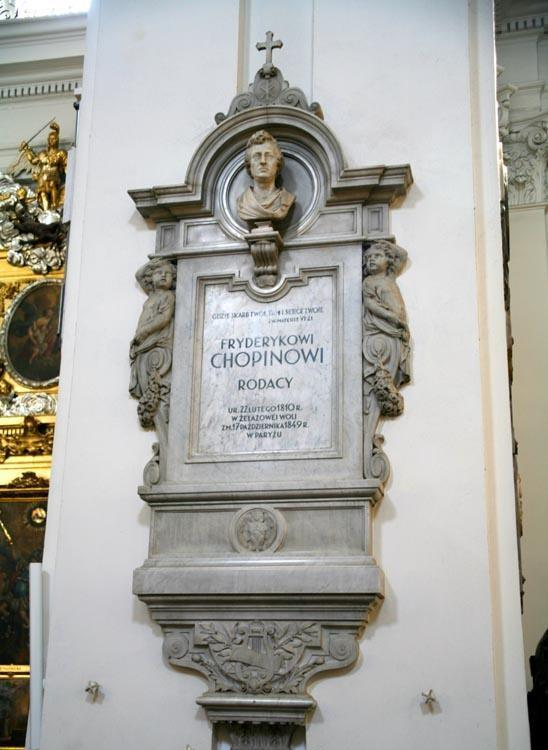
Епітафія Фридерика Шопена у Базиліці Святого Хреста у Варшаві
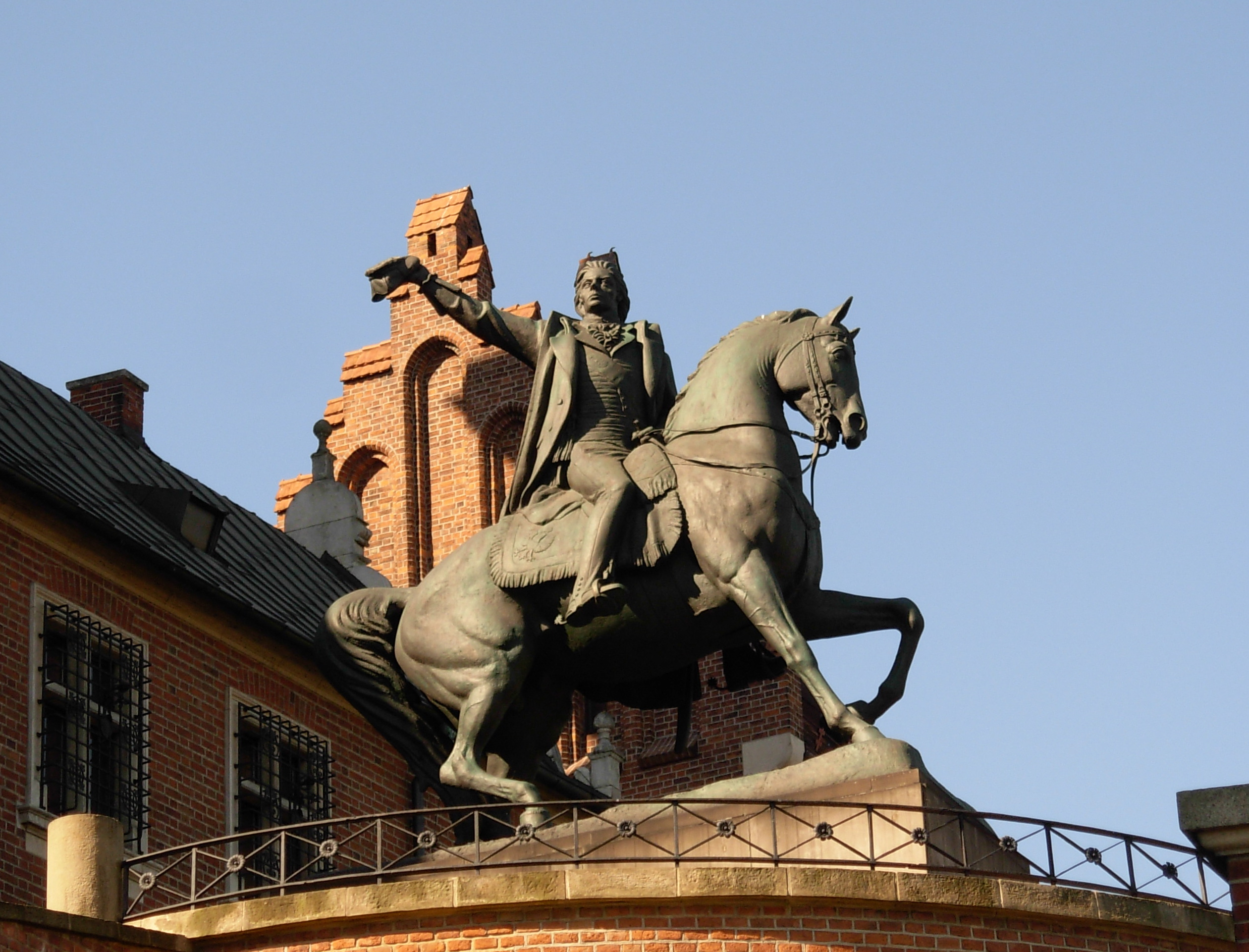
Пам'ятник Тадеушу Костюшку (Вавель)
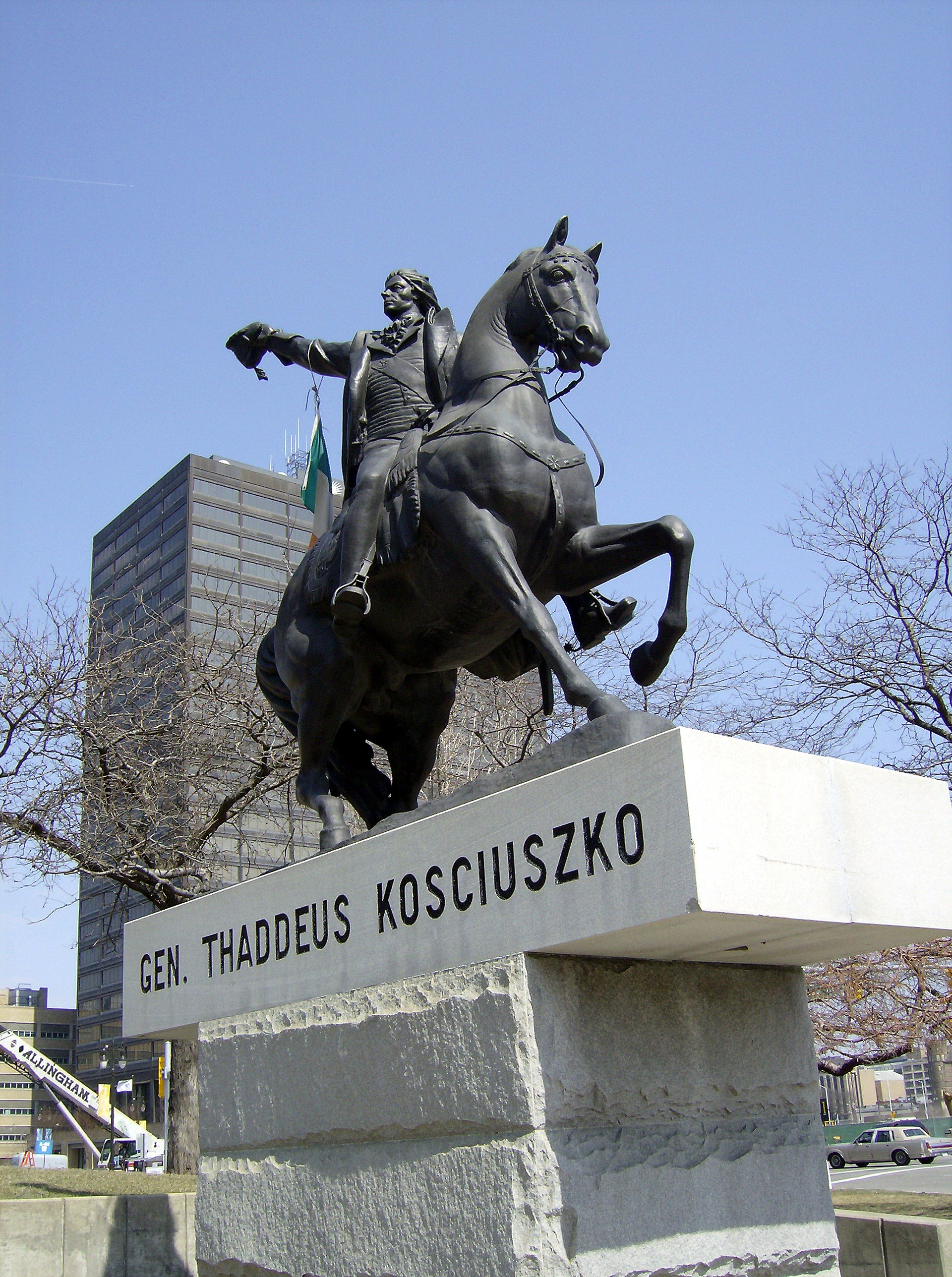
Репліка краківського пам'ятника Костюшку у Детройті (США)
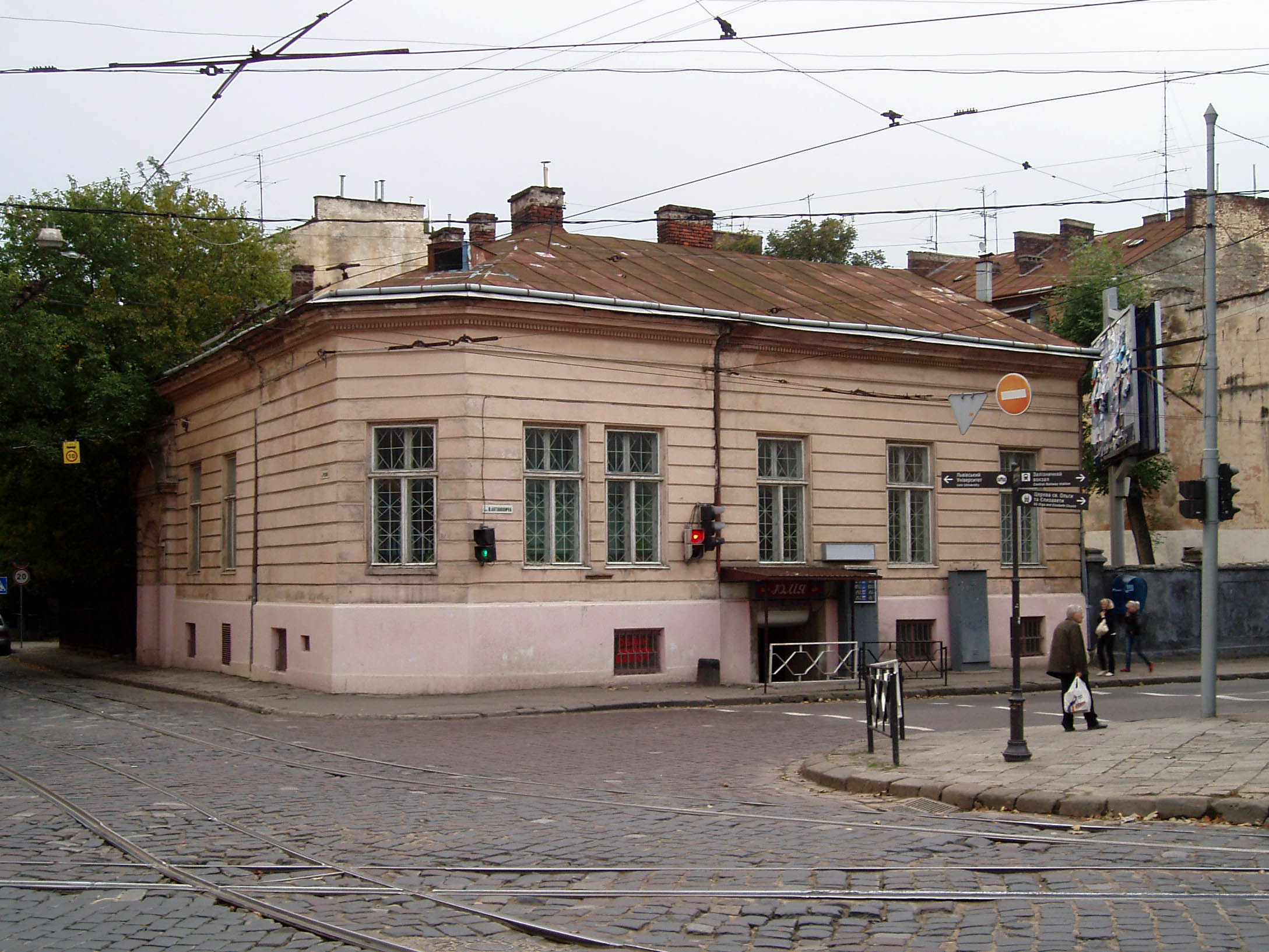
Власна вілла Леонарда Марконі у Львові
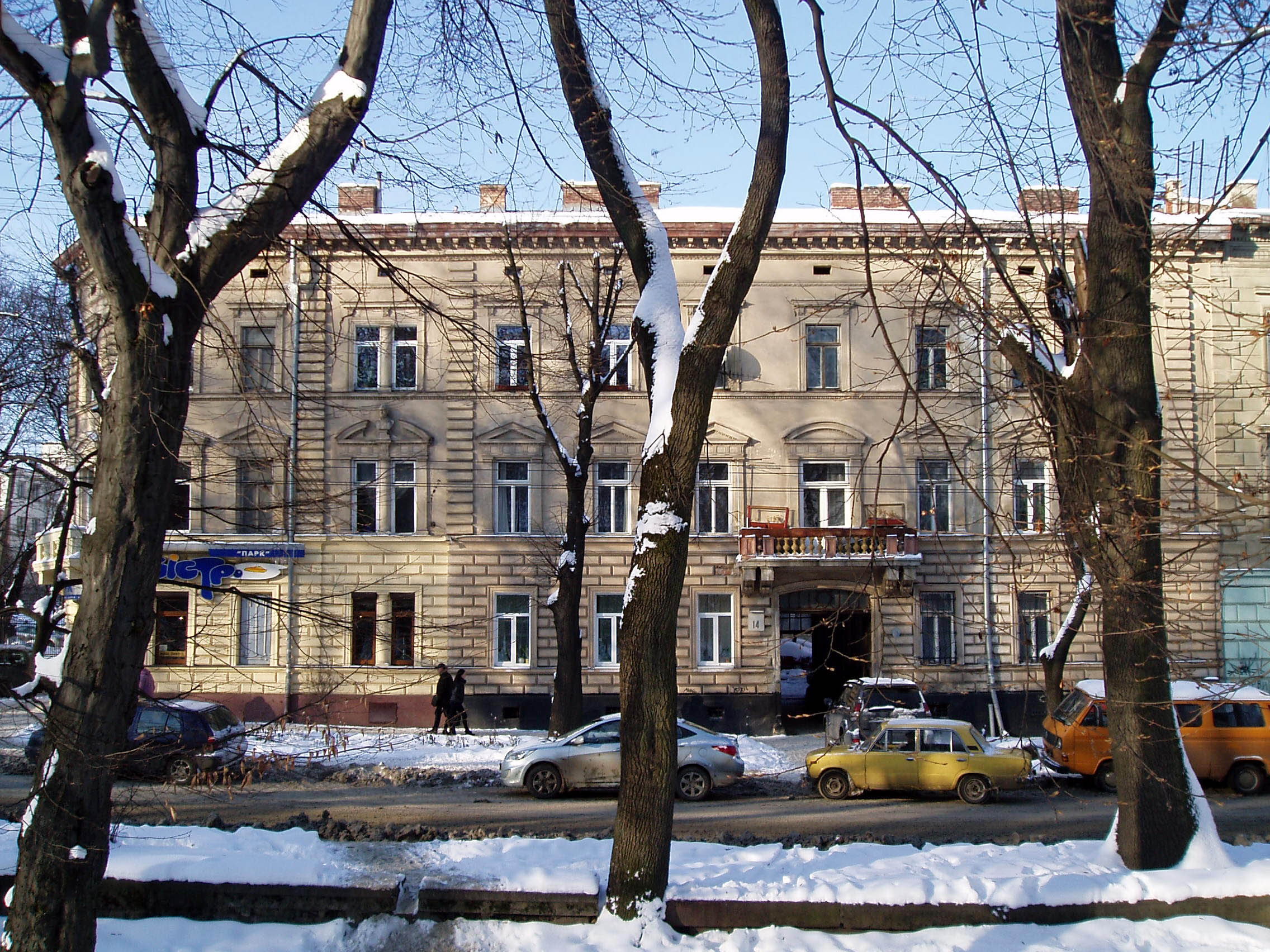
Погруддя Адама Міцкевича на фасаді будинку на вул. Листопадового чину, 14 у Львові